# Wendilgarda coddingtoni
Wendilgarda coddingtoni är en spindelart som beskrevs av Zhu, Zhang och Chen 200. Wendilgarda coddingtoni ingår i släktet Wendilgarda och familjen strålspindlar. Inga underarter finns listade i Catalogue of Life.